# 鉄道債券
鉄道債券（てつどうさいけん）は公共企業体日本国有鉄道（国鉄）が日本国有鉄道法（昭和23年法律256号）にもとづいて発行した債券をいう。下述のとおり特別法（日本国有鉄道法）に基づく債券であり、旧商法に基づく社債および国や地方公共団体による公債には該当しない。

## 概要
日本国有鉄道法第42条の2（借入金及び鉄道債券）に基づき、国鉄の長期財源に充当することを目的に国鉄が発行したもので、社債でも公債でもないため関係法令の適用を受けず、引受先の制限はなく外債資金調達も認められた。
発行には運輸省の認可が必要で、発行限度額については国会の議決を要した。運輸大臣の認可を受けて銀行または信託銀行に発行事務を委託することができた。また東海道新幹線建設資金借り入れにあたり、国際復興開発銀行に引き渡す鉄道債券を発行するため、1960年に国鉄法を改正して外国の銀行または信託会社に発行事務を委託することも可能とした。
消滅時効は元金は10年、利子は5年で完成した。償還期限が短いため、国鉄財政の悪化に伴う債券残高増加が償還額の増加に直結。資金繰りを圧迫し、国鉄分割民営化の要因の一つとなった。

## 鉄道債券の種類

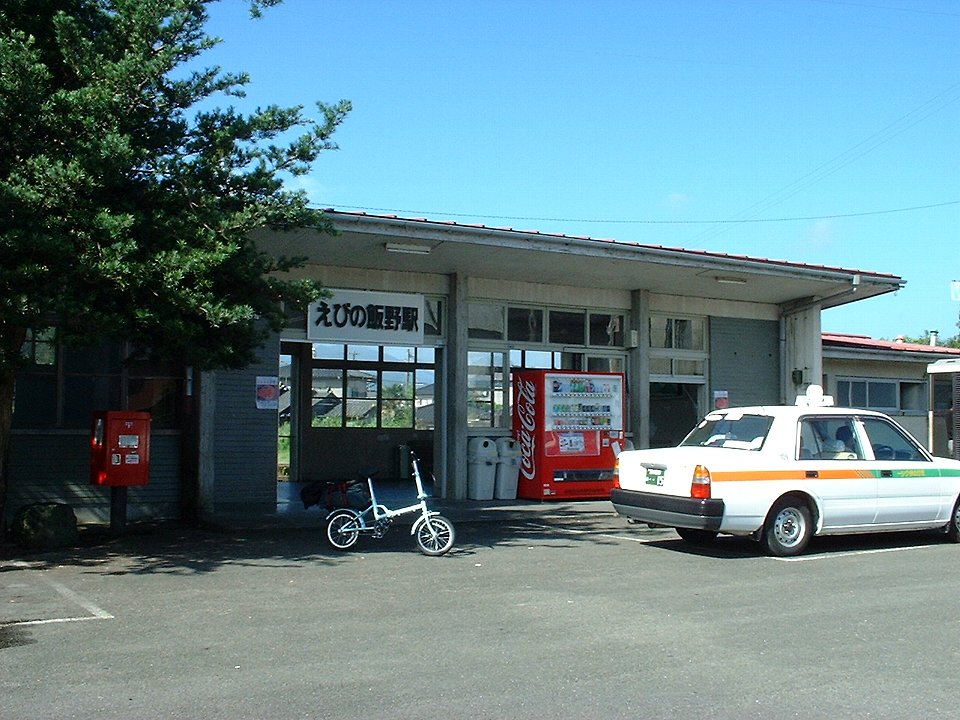
地元自治体が引き受けた特別鉄道債券（利用債）で建設費をまかなった吉都線飯野駅舎（1960年完成、現・JR九州えびの飯野駅）

鉄道債券は次の9種類が存在した。

### 公募債
政府保証鉄道債券（公募債）
個人や金融機関による募集引受団が引き受け消化。政府保証が付与された。一般にいう“鉄道債券”はこれを指すことが多い。

### 非公募債
特別鉄道債券（利用債）
新駅建設や線増・電化・新車両導入などの事業資金調達を目的とし、沿線の地方公共団体などの受益者が引き受け消化。発行は緊急度が高くかつ採算性がよい事業に限定された。1954年度引受開始。
ろ号特別鉄道債券（縁故債）
国鉄共済組合が引き受け消化。1958年度引受開始。
は号特別鉄道債券（政府引受債）
大蔵省資金運用部と郵政省簡易保険局が引き受け消化。国鉄末期は当該年度の公募債発行後の市中状況を見た上で、これを肩代りする形で発行されるケースが多かった。
に号特別鉄道債券（に号債）
都道府県などの地方公共団体が引き受け消化。
ほ号特別鉄道債券（ほ号債）
車両メーカーや建設会社などの国鉄に関係する民間企業が引き受け消化。1965年度引受開始。
へ号特別鉄道債券（へ号債）
都市銀行などの金融機関が引き受け消化。
と号特別鉄道債券（と号債）
東京都、長銀信託、生保、農林金融機関が引き受け消化。
ち号特別鉄道債券（ち号債）
国鉄共済組合が引き受け消化。